# 西村拳
西村 拳（にしむら けん、1995年12月31日 - ）は、日本の空手家である。福岡市城南区出身。通称は「空手道界のプリンス」。

## 経歴
空手の元世界王者である西村誠司を父に持ち、3歳の頃から和道流の空手を始める。宮崎第一高校時代には全国総体の団体組手と個人で優勝。近畿大学入学後は全日本学生選手権で組手の個人と団体を制し、アジア選手権でも団体組手の優勝に貢献した。
平成30年度全日本強化選手（-75kg級）。
2020年、日本スポーツ賞競技団体別最優秀賞を受賞。2021年の東京オリンピックでは75kg級で出場、2勝2敗で予選敗退となり5位に終わった。
2024年3月6日、DINOREX株式会社の取締役兼講師に就任。

## 不祥事
2024年4月9日、大阪府内で女性に性的暴行をしてけがをさせた罪で在宅起訴されたことが分かった。NHKニュースによると、2022年ごろ、府内で女性に対し、複数回にわたって性的暴行を加えたという。

## 主な戦績
出典: Sports data KEN NISHIMURA - WKF Ranking
| 年月       | 大会                                                 | 成績 |
| ---------- | ---------------------------------------------------- | ---- |
| 2013年11月 | 第8回世界ジュニア&カデット21アンダー空手道選手権大会 | 5位  |
| 2014年8月  | 空手1プレミアリーグ オキナワ ジャパン                | 3位  |
| 2015年11月 | 第9回世界ジュニア&カデット21アンダー空手道選手権大会 | 2位  |
| 2015年11月 | 空手1プレミアリーグ 沖縄2015                         | 2位  |
| 2016年9月  | 空手1プレミアリーグ ハンブルク2016                   | 1位  |
| 2017年9月  | 空手1シリーズA イスタンブール2017                    | 2位  |
| 2018年1月  | 空手1プレミアリーグ パリ2018                         | 1位  |
| 2018年3月  | 空手1プレミアリーグ ロッテルダム2018                 | 1位  |
| 2018年9月  | 空手1プレミアリーグ ベルリン2018                     | 3位  |
| 2018年9月  | 空手1シリーズA サンティアゴ2018                      | 1位  |

## 出演番組
- 情熱大陸 - 東京五輪金メダル候補！空手界のニューヒーローは超イケメン22歳「男であれば極めたい！」 （毎日放送(MBS) 2018年11月11日）[12]